# 49 (liczba)
49 (czterdzieści dziewięć) – liczba naturalna następująca po 48 i poprzedzająca 50.

## 49 w nauce
- liczba atomowa indu
- obiekt na niebie Messier 49
- galaktyka NGC 49
- planetoida (49) Pales

## 49 w kalendarzu
49. dniem w roku jest 18 lutego. Zobacz też co wydarzyło się w 49 roku n.e.